# Turkuaz Airlines
Turkuaz Airlines er et tyrkisk charterselskab. som har hovedkontor i Istanbul, Tyrkiet.

## Drivelse
Selskabets nuværende internationale destinationer er i Danmark, Belgien, England, Israel, Tyskland og Holland. Selskabets indenrigs destinationer fra Istanbul er til Izmir, Ankara og Kayseri.
I 2009, startede Cyprus Turkish Airlines at bruge en af Turkuaz Airlines' Airbus A320 fly.

## Flåde
Turkuaz Airlines' flåde består af følgende fly(21. februar 2010):
| Fly             | I Brug | Passagerer | Registrering         | Noter                                                                                         |
| --------------- | ------ | ---------- | -------------------- | --------------------------------------------------------------------------------------------- |
| Airbus A320-232 | 3      | 180        | TC-TCC TC-TCD TC-TCH | TC-TCC drives af Cyprus Turkish Airlines TC-TCH er lagret i Miami International Airport (MIA) |
| Airbus A321-211 | 3      | 225        | TC-TCE TC-TCF TC-TCG |                                                                                               |

Den 21. februar 2010 er flådens gennemsnitlige alder 8.2 år.